# Filosofia

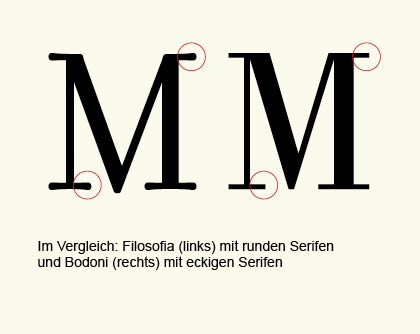
Vergleich: Serifen bei Filosofia und Bodoni

Filosofia ist eine Schriftart der US-amerikanisch-tschechischen Designerin und Schriftentwerferin Zuzana Licko. Licko schuf mit der Filosofia ihre Interpretation der Bodoni mit weniger Kontrast in den Strichstärken und abgerundeten Serifen.
Emigre brachte die Schrift 1996 in sechs Schriftschnitten auf den Markt: Filosofia, Filosofia Italic, Filosofia Bold, Filosofia Grand, Filosofia Grand Bold und Filosofia Unicase.

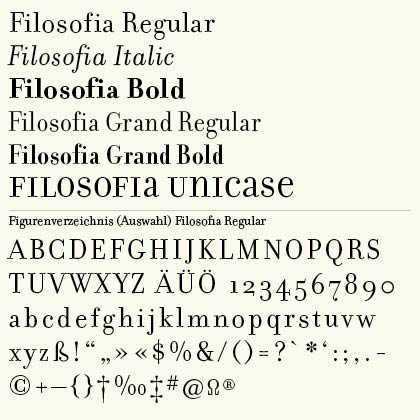
Schriftschnitte und Figurenverzeichnis Filosofia

Filosofia zählt in der Klassifikation der Schriftklassen nach DIN 16518 zu den klassizistischen Antiqua-Schriften.